# David Bradley (amerykański aktor)
David Bradley, właściwie Bradley Simpson (ur. 2 października 1953 w Teksasie) – amerykański aktor filmowy i sztuk walki, jeden z symboli kina akcji i gwiazda ery wypożyczalni VHS, w tym sequeli filmów pt. Amerykański ninja.

## Życiorys
Urodził się w Teksasie. Zdobył czarny pas w karate shōtōkan, trenował również kenpō, taijiquan i aikido i był mistrzem w konkurencji.
Zanim zaczął grać w filmach, pracował jako sprzedawca samochodów na Wilshire Boulevard w Los Angeles. Popularność przyniosła mu rola Seana Davidsona w filmach akcji: Amerykański ninja 3: Krwawe łowy (American Ninja 3: Blood Hunt, 1989) i Amerykański ninja 4: Unicestwienie (American Ninja 4: The Annihilation, 1990). Wystąpił także w oddzielnym filmie zatytułowanym Amerykański ninja 5 (American Ninja V, 1993), jako Joe Kastle, który nie jest technicznie kontynuacją poprzednich filmów Amerykański ninja z Patem Moritą, i Amerykański samuraj (American Samurai, 1992).
Wziął udział w pokazie Amerykański ninja 3: Krwawe łowy w Los Angeles, a reżyser Cedric Sundstrom twierdził, że znalazł w Bradleyu dobrą równowagę pomiędzy podatnością na zranienie a sprawnością fizyczną.

## Filmografia
| Rok  | Tytuł                                                                   | Rola                                | Reżyser                                    |
| ---- | ----------------------------------------------------------------------- | ----------------------------------- | ------------------------------------------ |
| 1989 | Napisała: Morderstwo (Murder, She Wrote) odc.: „Trevor Hudson’s Legacy” | Adam Perry                          | Walter Grauman                             |
| 1989 | Hardball odc.: „The Cleveland Indian”                                   | Teddy                               | David Hemmings                             |
| 1989 | Amerykański ninja 3: Krwawe łowy (American Ninja 3: Blood Hunt)         | Sean Davidson – Amerykański Ninja   | Cedric Sundstrom                           |
| 1990 | Amerykański ninja 4: Unicestwienie (American Ninja 4: The Annihilation) | Sean Davidson – Amerykański Ninja   | Cedric Sundstrom                           |
| 1991 | Niższy poziom (Lower Level, wideo)                                      | Sam Browning                        | Kristine Peterson                          |
| 1992 | Amerykański samuraj (Ninja: American Samurai)                           | Andrew 'Drew' Collins               | Sam Firstenberg                            |
| 1993 | Policyjny cyborg (Cyborg Cop)                                           | Jack Ryan                           | Sam Firstenberg                            |
| 1993 | Amerykański ninja 5 (American Ninja V)                                  | Joe Kastle                          | Bobby Jean Leonard                         |
| 1993 | Blood Warriors                                                          | Wes Healey                          | Sam Firstenberg                            |
| 1994 | Policyjny cyborg II (Cyborg Cop II)                                     | Jack Ryan                           | Sam Firstenberg                            |
| 1994 | Krwawa zagadka (Blood Run/Outside the Law, TV)                          | Brad Kingsbury                      | Bo’az Dawidson                             |
| 1995 | Okrutne prawo (Hard Justice)                                            | Nick Adams                          | Greg Yaitanes                              |
| 1996 | White Cargo                                                             | Joe Hargatay                        | Daniel Reardon                             |
| 1996 | Exit (Strip To Kill)                                                    | Charles                             | Ric Roman Waugh (w napisach: Alan Smithee) |
| 1997 | Rebelia w czasie (Total Reality)                                        | Anthony Rand, porucznik rebeliantów | Phillip J. Roth                            |
| 1997 | Expect to Die                                                           | dr Vincent MacIntyre                | Jalal Merhi                                |
| 1997 | Crisis (Dead End)                                                       | Alex                                | Jalal Merhi                                |